# Commodore 128

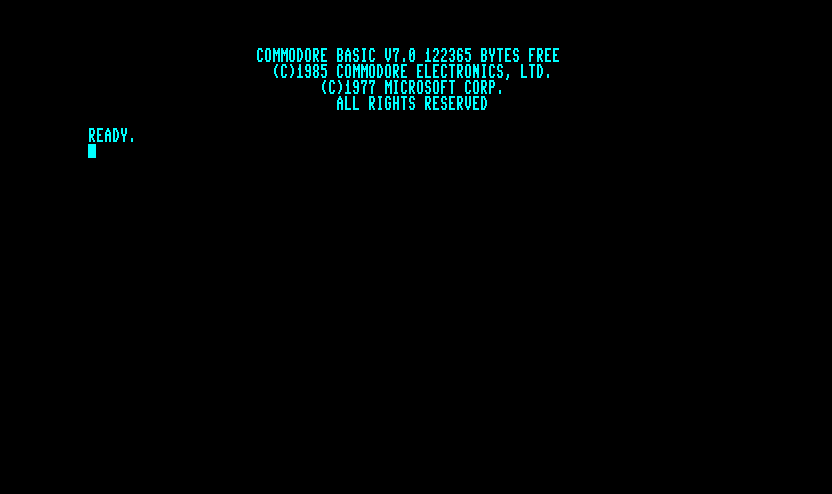
C-128:ans 80-kolumnersläge

Commodore 128, ibland förkortad C128, introducerades 1985 och är en hemdator tillverkad av företaget Commodore. C128 är en mer avancerad efterföljare till den populära Commodore 64.

## Prestanda
Commodore 128 har två processorer – en MOS 8502 för Commodore 64- och 128-lägena, och en Zilog Z80 för CP/M-läget. Commodore 64- och 128-lägena är båda inbyggda i ROM, medan CP/M-läget är ett diskbaserat operativsystem liknande MS-DOS.
Datorn kan med BASIC-kommandot "GO64" växlas till ett läge där den fungerar som en Commodore 64. Då Commodore 64 har sålts i stora upplagor har det inte skrivits så många program avsedda att användas enbart för Commodore 128. Commodore 128 har därför traditionellt och huvudsakligen använts i sitt Commodore 64-läge [källa behövs].
Förutom sitt VIC-II-chip har Commodore 128 ett grafikchip (VDC) kopplat till en digital RGBI-utgång som kan generera dubbelt så många textkolumner som VIC-II – 80 kolumner jämfört med 40 från VIC-II. Med denna förbättring följer även dubbel upplösning i grafikläget, 640 × 200 pixlar. De Commodore 128-modeller som endast har 16K VDC-minne kan, VDC genererar högupplösningsgrafik från RGBI-porten, endast visa en svartvit (eller monokrom) bild. Har datorn däremot 64k VDC-minne, kan den visa 16 färger även i grafikläget.
VDC står för "Video display chip" och genererar en CGA-signal till en RGBI-port. CGA-signalen från Commodore 128 avviker från CGA-standarden eftersom den maximalt kan visa 16 färger vid en upplösning på 640 × 200 punkter (med 64k VDC-minne). CGA-standarden medger en maximal upplösning om 320 × 200 med 4 färger.
Det går i allmänhet dock inte att ansluta en VGA-monitor till en Commodore 128 genom dess RGBI-kontakt då de så kallade synksignalerna från CGA har för låg frekvens för att en VGA-monitor ska uppfatta dem. Det finns dock hårdvara på marknaden som konverterar synksignalerna så att man kan koppla sin Commodore 128 till en modern VGA-monitor.
VDC-chipet är "osynligt" för datorn i sitt Commodore 64-läge, tillsammans med de extra tangenterna på tangentbordet (bland annat en numerisk del med liknande layout som många moderna tangentbord).
Commodore 128 har aldrig fått samma kommersiella framgång som Commodore 64, mycket beroende på att den ganska snart efter sin lansering fick konkurrens av Commodores Amiga-datorer.

## Commodore 128D
Commodore 128 har släppts i två modeller. Den ena modellen påminner till sitt utseende om en något större variant av den senast tillverkade Commodore 64. Den andra modellen – Commodore 128D – ser mera ut som en klassisk bordsdator med ett fristående tangentbord. Denna modell har en inbyggd 5¼" Commodore 1571-diskettstation.
Commodore 128D är tillverkad i två olika versioner; en med plastchassi som i första hand sålts i Europa samt en med metallchassi. Den senare modellen är benämnd C128DCR, där bokstäverna "CR" skall utläsas som "cost reduced" (kostnadsreducerad). Denna modell har i första hand sålts i Nordamerika, men i begränsad omfattning även i Europa. Den stora skillnaden mellan dessa maskiner är att den förstnämnda endast har 16k VDC-minne medan den sistnämnda har 64k VDC-minne. VDC-minnet används av datorns 80-kolumnsläge. Dessutom skiljer sig DCR-modellens interna diskettstationen i teknisk mening från den föregående versionen.

## Utvecklingsteam

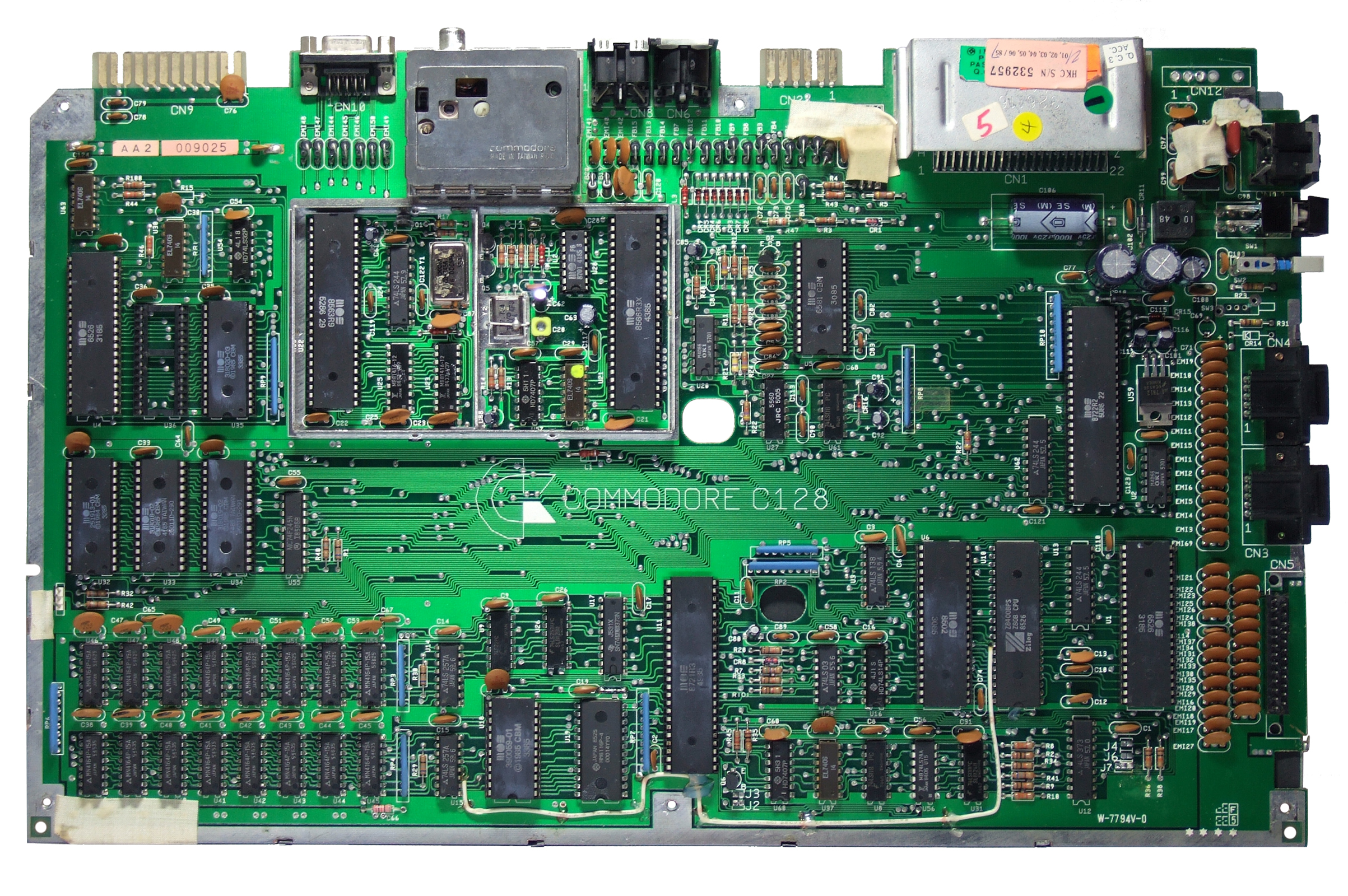
C-128 Moderkort

Commodore 128 är utvecklad av ett team bestående av bland annat:
Hårdvara:
- Bil Herd
- Dave Haynie
- Frank Palaia

Mjukvara:
- Fred Bowen
- Terry Ryan
- Von Ertwine

Denna information går genom ett så kallat påskägg att få fram genom att i BASIC ange kommandot "SYS 32800,123,45,6".